# 정진우 (1969년)
정진우(丁珍雨, 1969년 8월 19일 ~ ) 대한민국의 정치인이다. 노동당 부대표를 지냈다.

## 경력
- 유성희망버스 대변인
- 격월간 '말과활' 편집위원
- 월간'좌파' 편집위원
- 비정규직없는세상만들기 집행위원
- 노동당 부대표

## 역대 선거 결과
|  | 1.13% |

|  | 0.68% |

## 참고
- 트위터
- 페이스북